# آرائیک باغدادیان
آرائیک باغدادیان (ارمنی: Արայիկ Բաղդադյան؛ زادهٔ ۲۹ اوت ۱۹۷۳) یک کشتی‌گیر در رشته کشتی آزاداهل ارمنستان است که در مسابقات مسابقات قهرمانی کشتی اروپا در مجموع برندهٔ ۱ مدال نقره شده‌است. باغدادیان هم اکنو سرمربی تیم ملی کشتی آزاد ارمنستان می‌باشد.